# Craterul Morasko
Craterele de la Morasko (poloneză: Rezerwat przyrody meteoryt Morasko) sunt cratere de impact meteoritic și sunt situate în Morasko, la marginea de nord a orașului Poznań, Polonia. Ele sunt în număr de șapte cratere. Aici a fost creată o rezervație naturală în 1976, cu o suprafață de 55 de hectare.

## Craterele de impact
Cel mai mare dintre cele șapte cratere are un diametru de aproximativ 100 de metri, și are aproximativ 11 metri adâncime. Cinci dintre cratere, inclusiv cel mai mare, conțin lacuri. Data de formare este estimată la aproximativ 5000 de ani în urmă (Holocen).

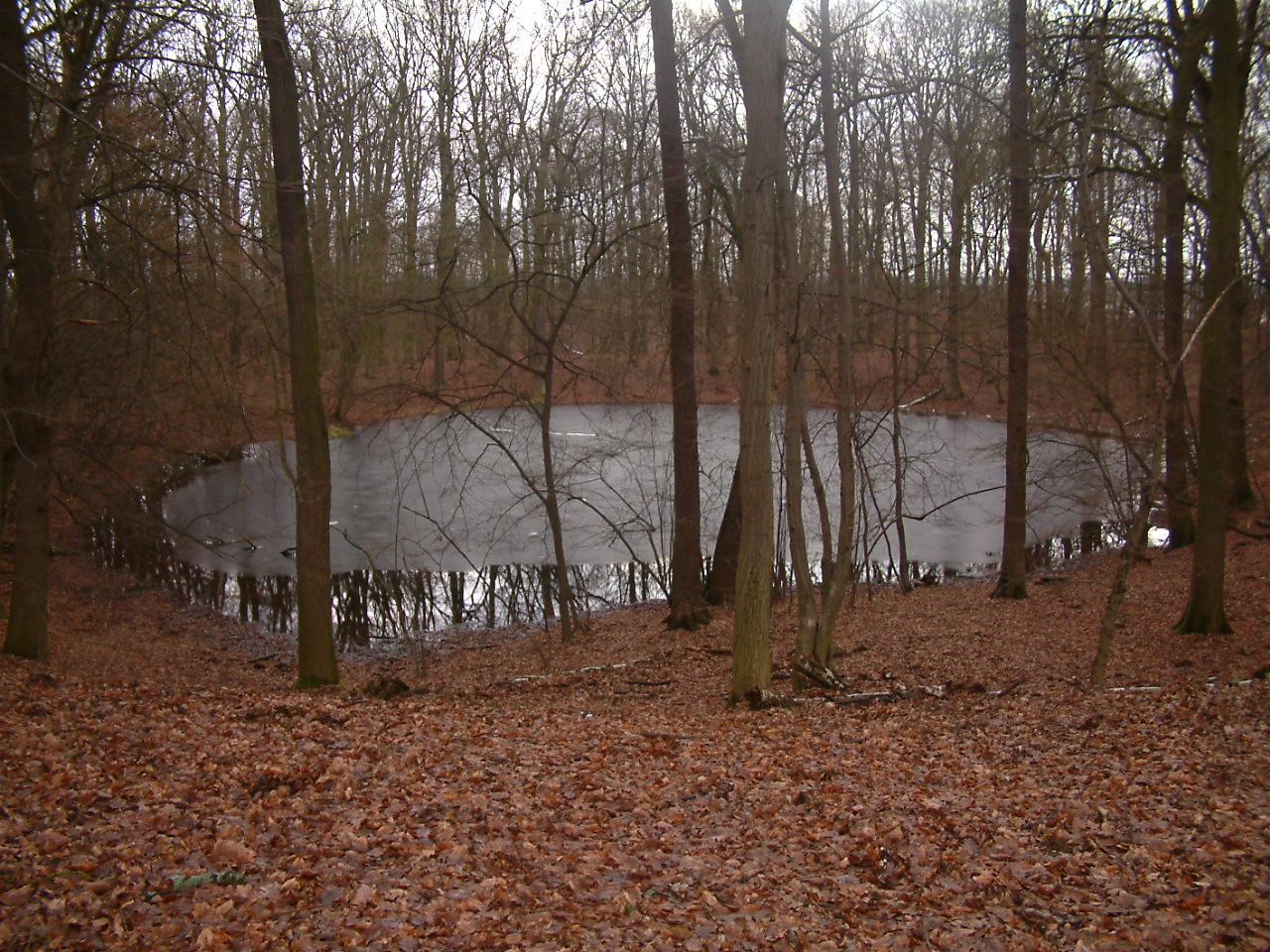
Unul dintre cratere iarna

Primul meteorit găsit pentru prima dată la Morasko a fost descoperit în 1914 de către soldații germani care lucrau la construirea unei fortificații militare. De atunci, multe alte fragmente au fost găsite, inclusiv unul cu o greutate de 78 kg în 1956.
În septembrie 2006, Krzysztof Socha, un vânător de meteoriți din Kielce, care lucrează pentru Departamentul de Geologie al Universității Adam Mickiewicz, a descoperit cu ajutorul unui detector de metale un meteorit, care, după îndepărtarea murdăriei cu care era acoperit, cântărește 164 kg. Acesta este cel mai mare meteorit descoperit în Polonia. Analiza a arătat că meteoritul, în afară de aliajul de fier-nichel, are o cantitate mică de silicați (piroxeni), care nu apar pe Pământ.
În prezent, Universitatea Adam Mickiewicz are în vedere înființarea unui centru de învățământ, cu scopul de a atrage atenția asupra rezervației și a meteoritului.